# Shane Nicholson
Shane Nicholson (* 3. Juni 1970 in Newark-on-Trent) ist ein ehemaliger englischer Fußballspieler. Der Verteidiger spielte zuletzt bei Boston United.
Er begann seine Karriere 1986 bei Lincoln City. 1992 wechselte er zu Derby County in die First Division, der zweithöchsten englischen Liga. 1996 schaffte der Klub den Aufstieg in die Premier League, aber Nicholson ging vorher im Februar 1996 zum First-Division-Konkurrenten West Bromwich Albion. Im Oktober 1997 war ein Dopingtest bei Nicholson positiv auf Amphetamin und er wurde lebenslang gesperrt. Nach einem Entzug wurde die Sperre im August 1998 aufgehoben und er wechselte zum FC Chesterfield. Nach nur einem Jahr ging er zu Stockport County, wo er bis 2001 spielte. Anschließend war er bei Sheffield United und Tranmere Rovers aktiv. Nach nochmaligen Gastspielen bei Chesterfield und Lincoln beendete er 2007 seine Karriere bei Boston.